# Acharya Mahaprajna
L'Acharya Mahapragya (14 juin 1920 - 9 mai 2010) est un érudit, chef d'un courant du jaïnisme dans la branche shvetambara. Il est né à Tamkor au Rajasthan en Inde. Acquérant le titre de Muni Nathmal dès l'enfance et suivant ainsi le chemin d'un moine, il est devenu Acharya à 59 ans. Il a alors prêché la non-violence, l'ahimsa, dans les écoles et les universités d'Inde et a mis en place une nouvelle sorte de méditation pour tout un chacun. Il a reçu le prix Indira Gandhi en 2002.